# Coll del Roure
El Coll del Roure és una collada situada a 317,5 m alt del terme comunal de Llauró, a la comarca del Rosselló, de la Catalunya del Nord.
Està situat a la zona sud-est del terme de Llauró, a migdia del poble d'aquest nom.